# Bohuslavice, Jihlava
Bohuslavice là một làng thuộc huyện Jihlava, vùng Vysočina, Cộng hòa Séc.